# 爱德华多·古尔温多
爱德华多·古尔温多（西班牙語：Eduardo Gurbindo，1987年11月8日—），西班牙男子手球运动员。他曾代表西班牙国家队参加2012年和2020年夏季奥林匹克运动会手球比赛，获得一枚铜牌。